# 全景自由

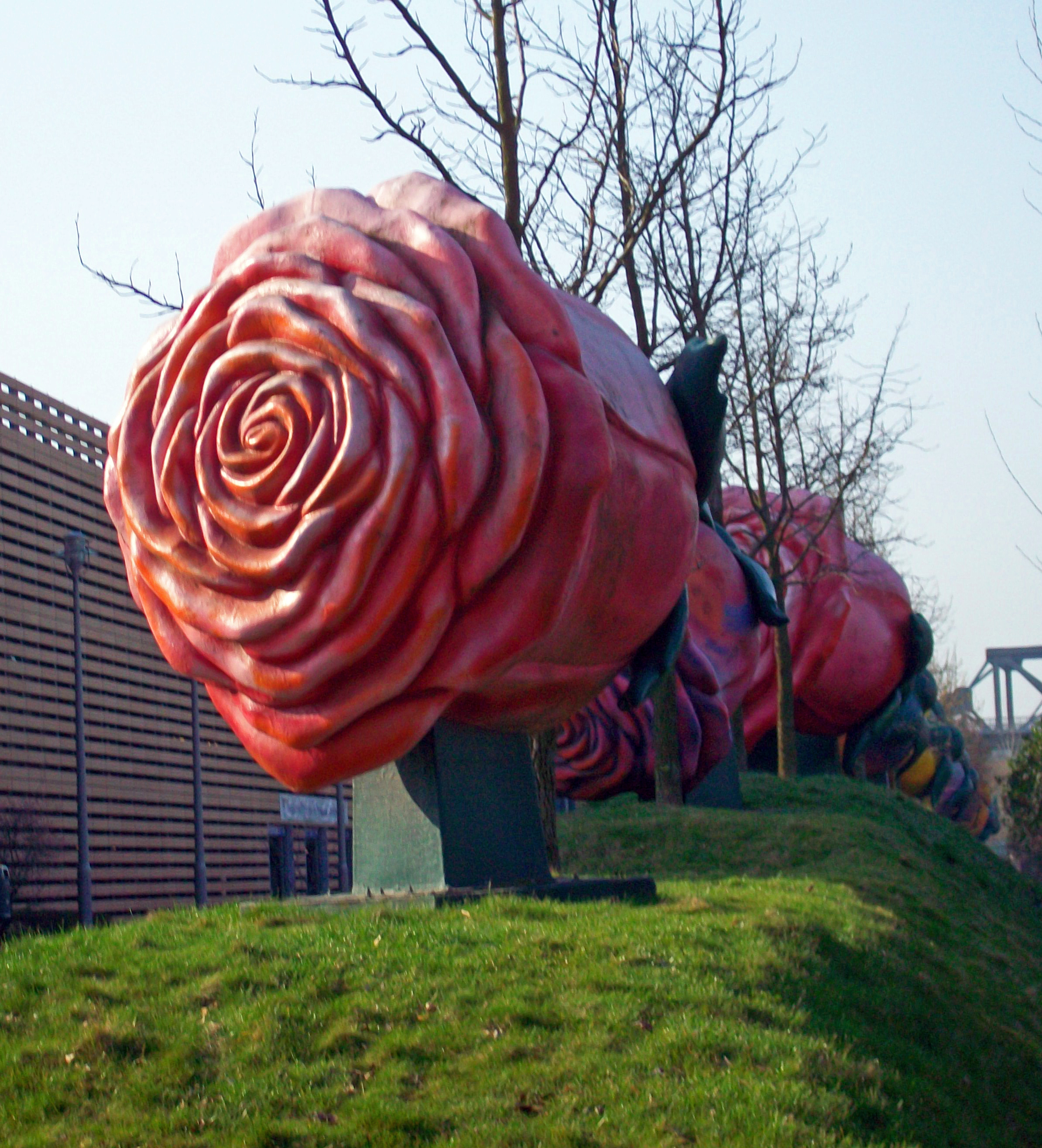
謝爾蓋·亞歷山大·杜特（Sergej Alexander Dott）的雕塑作品，Himmelsblumen（2003年），攝於柏林三角铁路站，根據德國版權法中的全景自由條款下釋出

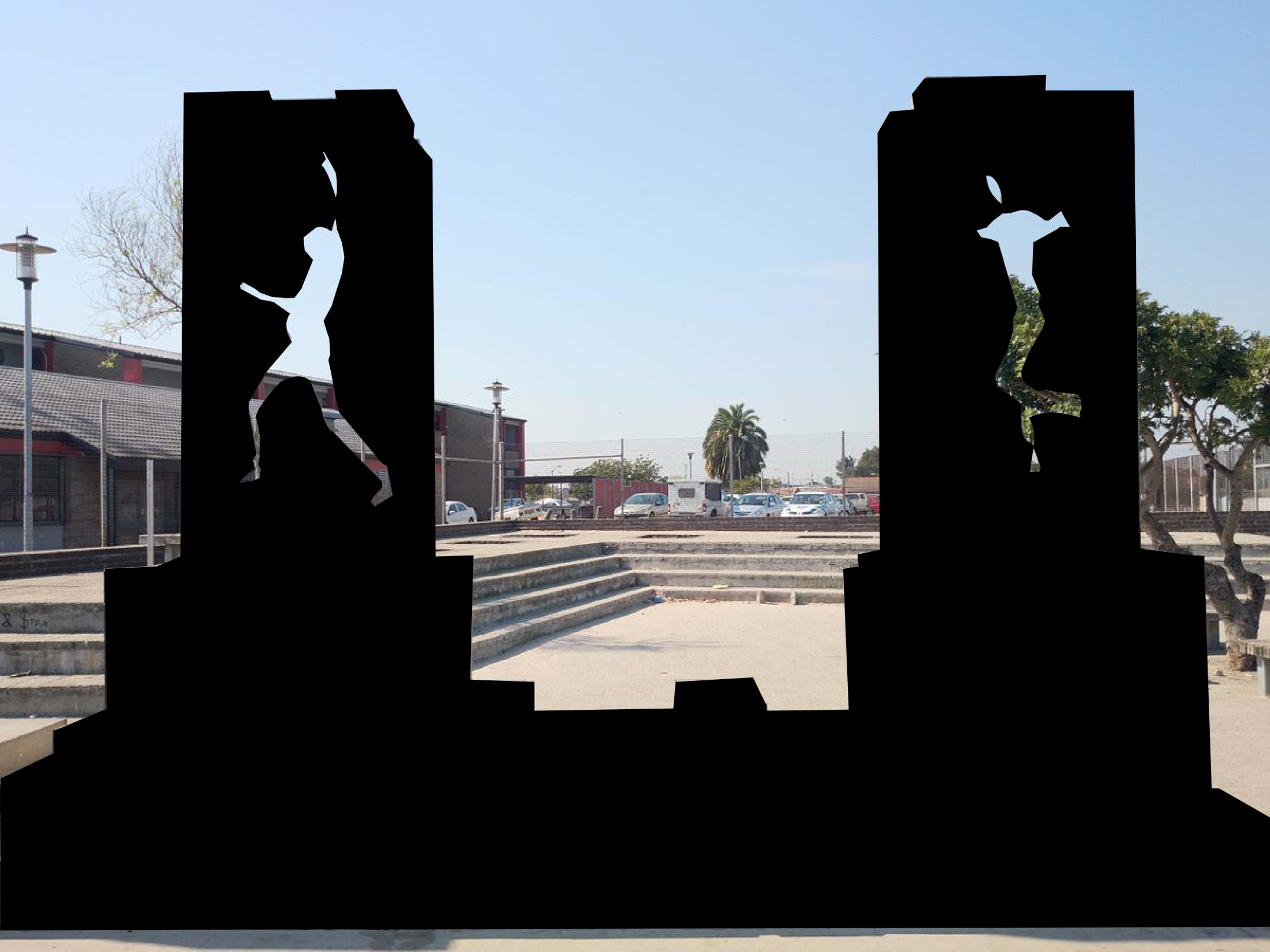
南非法律不保障全景自由。该国對版權法的解釋十分嚴格，意味著建筑物与艺术品皆为受版權保護的物品，例如這座雕像在图像中被抹去了。

全景自由（英語：Freedom of panorama）是存在于多个司法管辖区版权法中的一种例外情况，它允许人们对永久位于公共空间的建筑拍照、录像或以其他方式创作它们的图像（例如绘画），并将这类图像发布出去而不会侵犯原有作品可能存在的任何版权，该等规定有时也适用于雕塑和其他艺术作品。与版权方面的一般规定不同的是，通常版权所有者在授权相关衍生作品的创作和分发方面拥有排他性权利，但有关全景自由的法规或判例法会限制版权所有者以违反版权为由对上述图像创作者和分发者采取行动的权利。“全景自由”一词源于同义的德语词。

## 各地情况
为了明确允许拍摄包含公共场所场景的照片，许多国家都有类似的条款以限制版权法的范围。然而，不同国家在对这一原则的解释上存在较大差异。

| 允许，包括对公众开放的室内空间 允许，包括永久设置的雕塑或立体艺术 允许，仅限建筑物 允许，包括建筑物、艺术品及部分对公众开放的室内空间 | 可能允许或不明 不允许 不允许，管辖权不足 无资讯，假定为“不允许” |

### 欧盟
欧盟的版权指令（第2001/29/EC号指令）允许成员国在其版权法内包含全景自由条款，但不作强制要求。
德国版权法（Urheberrechtsgesetz）在第59条定义了全景自由概念，英国的《1988年版权，工业品外观设计和专利法》第62条中也有类似表述。这类规定在其他几个国家（或者说“多数成员国”）中都有存在。
欧盟内也存在完全没有全景自由的国家，例如意大利和冰岛。尽管意大利发生过多次抗议和一次由律师及强调这一问题的记者Luca Spinelli发起的全国提案，但依照旧有的意大利版权法，发布公共场所的摄影复制品仍然受到禁止。这一限制在一部名为文化风景和遗产法的法律中得到加强，该法规定以商业目的发布“文化物品”（理论上包括所有具有文化和艺术价值的对象和地点）的图片前必须获得艺术和文化遗产部在当地分支机构（即）的授权。
包括法国在内的一些国家则不对包含公共空间内艺术创作品（如建筑或雕塑）的图像全部许可，这些国家仅在“偶然包含”的情况下允许这类包含版权作品的图像。在法国，如果图像中包含的版权作品不是作为次要部分或图像背景，而是有意包含或作为其中心及基本主题使用，则图像需要取得此作品作者（而不是所有者）的授权。

#### 诉讼
欧盟内各国立法的不同引发了一些诉讼，其中一个例子是汉德瓦萨裁决。佛登斯列·汉德瓦萨在这次案件中胜诉，事件的起因是一家德国公司使用了一张包含奥地利建筑物的照片。
另一起诉讼与版权无关，但是牵涉到意大利文化风景和遗产法。这场意大利文化遗产与活动部和Stoneage公司之间的诉讼一直上诉到了意大利最高法院。
2016年4月4日，瑞典最高法院裁定瑞典维基媒体协会制作瑞典公共艺术品数据库和网站的行为侵犯了艺术家的版权，该等数据库和网站中包含由公众自行上传的公共艺术品。瑞典版权法中对版权所有者享有的将作品公开这一排他性权利有例外规定，这项规定允许其他人描摹公共艺术品，:2-5但瑞典最高法院决定用更具限制性的眼光看待这项版权例外规定。:6法院认为，无论是对于数据库操作者还是访问者，这样的数据库都包含的商业价值都不算小，而“这种价值应当为艺术品作者所保留。这与操作者是否真的将数据库用于商业目的无关。”:6案件随后发回下级法院审理，下级法院负责确定瑞典维基媒体协会给发起这场诉讼的版权集体管理组织“瑞典视觉艺术版权联盟”（Bildkonst Upphovsrätt i Sverige，简称BUS）造成的损失，此组织在这次诉讼中代表相关艺术家。:2,7

### 澳大利亚
澳大利亚在联邦法律《1968年版权法》的第65至68节中处理全景自由问题。该法第65节规定，“……被非临时性地放置在公共场所或向公众开放之场所的作品，它的版权不因制作绘画、绘图、雕刻、摄影，或包含入影片或电视广播而受损害。”这项规定适用于任何“艺术作品”，即该法第10节(c)段定义的“具有艺术工艺的作品”（电路设计除外）。
然而，“街头艺术”在该国可能受版权保护。
同法第66节在建筑物及其模型的照片和描摹方面规定了一些不属于侵权的情况。

### 巴西
巴西版权和邻接权法（1998年2月19日第9.610号）保障公共场所的全景自由。该法第48条允许对永久性放置在公共场所的任何作品自由作画、摄影和制作视频，无论该作品是否受版权保护。这一规定被认为提供了相当广泛的全景自由。

### 加拿大
加拿大版权法第32.2(1)节规定如下：:79
下列行为不属于侵犯版权
(b) 任何人在绘画、绘图、雕刻、摄影或录像作品中重制
(i) 不属于图纸或计划的建筑作品，或
(ii) 永久性放置在公共场所或建筑内的雕塑或艺术工艺作品，或该等作品的铸件或模型；
这部版权法还对图片背景中对其他作品的偶然包含提供了特定保护，规定“偶然而不是故意”包含其他作品的图像不构成侵犯版权，:67但这一条文应用于司法实践的情况极少。

### 中华人民共和国

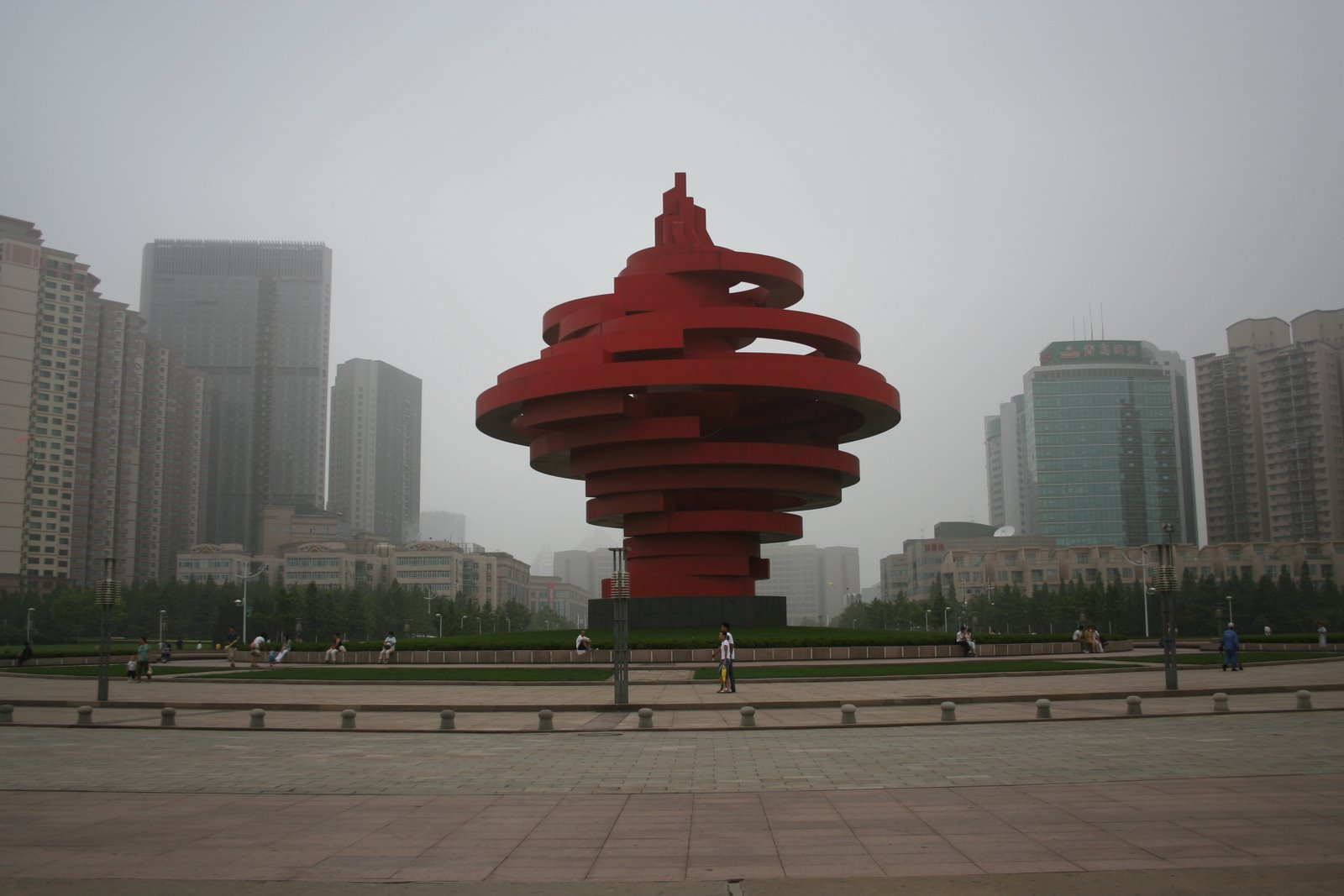
青島“五月的风”雕塑案中涉及的雕塑

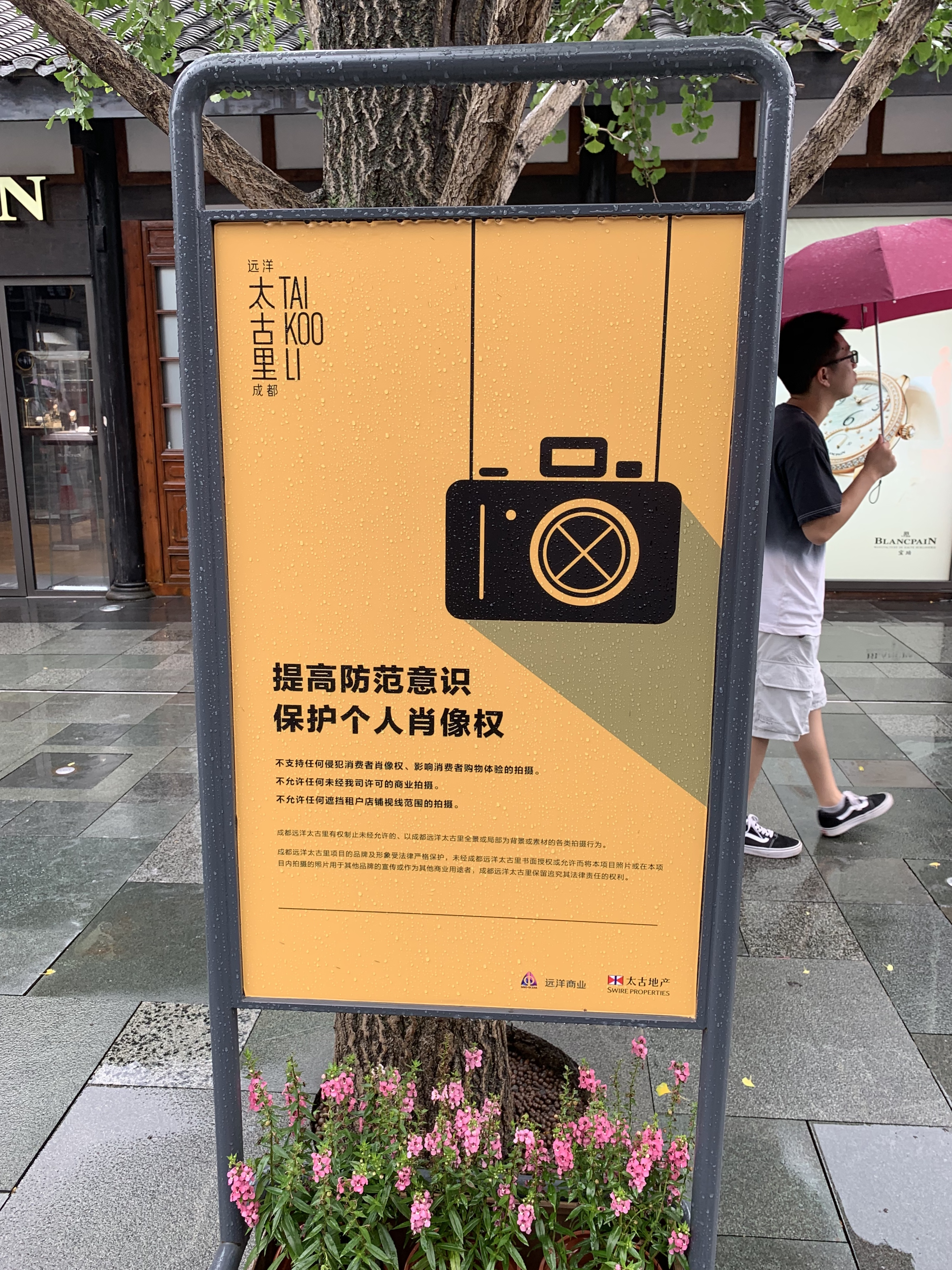
成都遠洋太古里限制拍照的告示牌

《中华人民共和国著作权法》保障公共场所的全景自由。该法第二十二条允许在不侵犯版权所有者其他权利的情况下以合理的方式和范围再行使用室外公共场所内的艺术作品（包括雕塑、绘画、书法等），惟需标明作品的作者与名称。根据最高人民法院2004年关于青島“五月的风”雕塑案的答复函，即使是以营利为目的，对上述作品的再行使用也属于合理使用，但学术界对这一认定的正确性存在争议，在此问题上司法实践也存在“同案不同判”的现象。
由于一国两制相关法规，上述法律不在香港和澳门生效。
然而，公共场所的全景自由有时会受到特定地点内部规定的限制。曾有旅客在长沙地铁的车站内拍照时遭到工作人员阻止，称拍照需得到上级领导的批准，但实际上这一要求执行得并不严格。运营方称阻拦的原因是闪光灯可能会影响地铁运行安全以及停留拍照可能会使站内出现拥堵，并称拍摄活动需要提前报备。《长沙市轨道交通乘客守则》则仅在第九条禁止乘客使用闪光灯拍照，并未对不用闪光灯拍照的行为作出任何规定。这类限制也存在于宁波和南京等地的城市轨道交通系统，限制的理由包括“地铁属于保密人防设施”等。类似的规定受到了部分质疑，有律师指称这种做法于法无据，在北京地铁拍照被要求删除照片的人大代表之后表示准备将此事带到两会讨论。但也有声音支持禁止拍照的规定，认为地铁乘客应尊重有关行业习惯。
成都遠洋太古里因街拍客众多、盗摄现象严重，于2019年7月张贴“禁止未经允许的拍照/拍摄”的告示牌，同时明确禁止婚纱照、个人写真、电商产品宣传、街头随机采访、多人快闪等拍摄类别，以希望保护游客肖像权和隐私权。
成都铁路局客运处此前也曾发文要求制止在铁路场所拍照的行为，但在受到众多网友质疑后回应称一般不会限制对安全无影响的正常拍摄。《中华人民共和国铁路法》（2015修正）也并无禁止乘客拍照的相关条文，但截至2019年1月仍有部分车站工作人员禁止乘客使用专业相机拍摄，唯未能说明禁止拍摄的依据。
宁波地铁原先于站内张贴的“禁止拍照”标志已于2016年4月引发争议后撤下，但截至2016年7月，长沙的部分地铁站内仍贴有“禁止拍照”的标志。

#### 香港

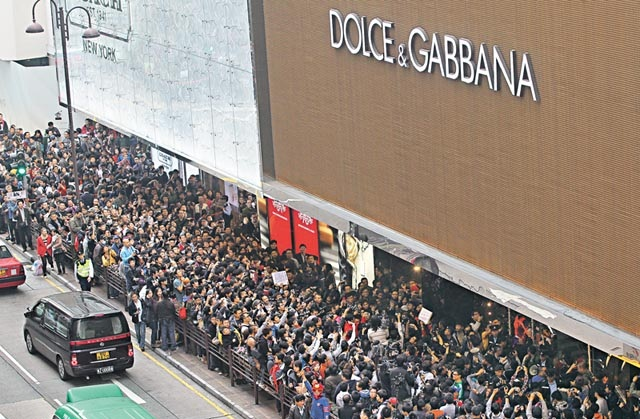
2012年1月，意大利時裝品牌D&G香港海港城分店禁止路人於街上向該店拍攝，結果引發眾多市民到店舖外抗議。

香港版权条例保障公共场所的部分全景自由，这适用于立体作品和部分平面作品。该条例第71条允许制作和广播位于公共场所的建筑物和美术工艺作品的图像，并规定向公众分发这类图像不属于侵犯版权。然而根据该条例第5条，“美术工艺作品”与“平面美术作品”的定义是分开的，这意味着上述条文给予的全景自由不适用于公共场所内符合后者定义的作品。
现实生活中也有人以侵犯版权等知识产权为由阻止他人拍摄公共场所建筑物，D&G禁止香港人摄影风波便是其中一例。

#### 澳门
澳门第43/99/M号法令保障公共场所的全景自由。该法令第六十一条允许对公共场所的艺术作品以类似摄影或录像的方式固定，但在第六十二条指出这种自由不应该损害作品和版权所有人的利益，并要求使用者尽可能标明作品的作者和名称。尽管如此，拍摄公共建筑物仍可能遭到一些部门人员的阻拦。

### 中华民国（臺灣）
中华民国《著作权法》保障公共场所的部分全景自由。该法第58条允许利用设置在对公众开放处的美术著作和建筑著作，但规定对于美术著作的利用不能专以贩卖重製物为目的。同法第64条要求依法而為相关利用者應明示作品出处（如著作人之姓名或名稱）。根据上述法规，在公共场所拍摄建筑物的行为不属于侵犯版权，拍摄成果还可以归入同法第5条所列舉的著作種類“摄影著作”，从而享受著作权保护，本法主管機關經濟部所屬经济部智慧财产局也说明了这点。

### 日本
日本《著作权法》保障公共场所的部分全景自由。该法第四十五条规定，对于设置在一般公众能轻易看到或进入之场所的美术作品，无需征得其所有者的同意便可公开展示，第四十六条明确了可以以非商业用途利用上述美术作品，还规定可以在不复制建筑物本身的前提下任意使用此等建筑作品。该法第四十八条要求上述作品使用者在有惯例时依惯例标明作品出处。值得注意的是，根据大阪地方裁判所2003年的一项裁决，这部法律保护的“建筑作品”只包括能体现美感与创造性的建筑。此外也有观点认为，一些特定的建筑物（例如大阪世界博览会上的太阳之塔）应作为美术作品来看待，这意味着对这类建筑物拍摄的全景自由照片可能不能用于商业用途。

### 马来西亚
马来西亚《1987年版权法》保障公共场所的全景自由。该法在第13(2)(d)条中指明，重制或分发永久放置在公众可见区域的任何艺术作品的副本均不构成侵犯版权。根据该法第3条，上述条文的“艺术作品”包括图形作品、摄影、雕塑、拼贴、建筑作品和艺术工艺作品，但电路设计除外。

### 新加坡
新加坡版权法保障公共场所的部分全景自由，这适用于立体作品和部分平面作品。该法第63条允许利用非临时性放置在公众可进入场所的雕塑和艺术工艺作品制作图片、雕刻或影片，原作品的版权在这种情况下不受侵害。第64条指出上述自由同样适用于建筑或建筑模型，并且没有对适用建筑物的位置等进行其他限制。然而与香港的情况类似，该法所指的“艺术工艺作品”通常不包括另外定义的平面作品，因此全景自由不适用于后一类作品。

### 南非
南非法律体系不提供全景自由。南非《1978年版权法》第15(3)条规定了针对公共场所艺术作品版权保护的例外情况，但其中仅提到用于影片、电视和“传播服务”时不属于侵犯版权。而在该法第1条中，“传播服务”定义为一种特定的电信服务，不包括通常意义上的摄影。因此，在该国拍摄公共场所的建筑物或艺术作品可能会构成侵权。

### 美国
美国版权法中包含以下条文：
如果一个已建成的建筑作品包含在位于公共场所或通常从公共场所可见的建筑物内，则其版权不包括阻止他人制作、分发或公开展示此作品的图片、绘画、摄影或其他图像表示的权利。——17 U.S. Code § 120(a)
其中“建筑作品”指建筑物，定义为“人类可居住的构造，满足永久和静止两个条件，例如房屋和办公楼，以及其他为人类占用而设计的永久性静止构造，包括但不限于教堂、博物馆、观景台和园亭。”但这种建筑方面的全景自由并不适用于艺术作品。

### 前苏联继承国
几乎所有的前苏联继承国都缺少全景自由，除了最近修改了版权法的3个国家。最先是于2010年7月修改版权法的摩尔多瓦共和国，当时商议的法律草案已接近欧盟标准。亚美尼亚也在2013年4月更新了亚美尼亚版权法。俄罗斯在2014年10月1日通过了部分范围的全景自由，允许民众从这一天开始拍摄从公共场所可见的建筑物和庭园，但其中不包括雕塑和其他立体作品。

## 平面作品
不同国家针对全景自由这一权限的精确范围所做出的规定也有所不同。在多数国家，这一自由仅适用于永久安装在公共场所的立体作品，其中“永久”一词通常意为“在作品的整个自然寿命期间”。在瑞士，拍摄和发布壁画或涂鸦等平面作品的图像也被允许，但这类图像不能用于和原始作品相同的目的。

## 公共空间
处理全景自由问题时，许多法律会因拍摄者所处的位置是公共空间还是私有领地而存在细微差别。在奥地利，拍摄者的位置不会对全景自由造成任何影响，但在德国，全景自由这一权限仅当图像在公共场所拍摄时才适用，拍摄者也不能使用梯子、升降平台、飞机等工具。在特定情况下，一些实际上私有的地方也有全景自由，例如对公众开放且无进入限制的私人公园和城堡，但其所有者在这种情况下可以对相关图像的商业使用索要费用。
在许多东欧国家，版权法规定这类图像只能用于非商业用途。
国际上对“公共空间”的具体定义也存在差别。大多数国家的“公共空间”只包括户外空间（如德国），但在其他一些国家，公共空间也包括诸如公共博物馆的室内空间（如英国和俄罗斯:156, 脚注228）。

## 与反恐法的关系
一些国家新近出台的反恐立法与在公共场所拍摄图片的自由出现了冲突，这在这些国家引起了忧虑。在英国，警方曾数次使用《2000年反恐怖主义法》第44条授予的权力阻止业余及专业摄影师拍摄公共区域的图片。在这种情况下，警方必须对某人是恐怖分子持有“合理怀疑”。该法本身不禁止摄影，但批评者指警方滥用了这些权力以阻止合法的公共摄影。警方还曾分别对一名学生、一名国会议员和一名BBC摄影师发起过调查。在欧洲人权法院的一次诉讼后，英国政府缩小了这类权力的适用范围，并且发布了相关指导以限制其在摄影方面的使用。